# Arius parkii
Arius parkii és una espècie de peix de la família dels àrids i de l'ordre dels siluriformes.

## Morfologia
Els mascles poden assolir els 75 cm de llargària total.

## Distribució geogràfica
Es troba des de Mauritània fins a Angola. També és present de manera esporàdica al Sàhara Occidental i al Marroc.